# Bean (Kent)
Pour les articles homonymes, voir Bean.
Bean est un village et un civil parish dans le District de Dartford dans le Kent. Le village est à environ trois miles à l'est de Dartford. La paroisse est délimitée au nord par la A2 (la voie romaine Watling Street), et sur les trois autres côtés par des forêts. C'est la paroisse la plus récemment créée dans le Kent, bien que le village lui-même soit enregistré depuis au moins le XIIIe siècle.